# Хесс, Лайош
Лайош (Алоис) Хесс (нем. Lajos (Alois) Hess, ивр. לאיוש (אהרון) הס‎); 3 января 1903 — 3 июля 1956) — австрийский и израильский футболист и футбольный тренер, известный по выступлениям за клуб «Хакоах» из Вены.

## Карьера

### Игровая карьера
Хесс начинал карьеру в венском клубе «Хакоах» в 1919 году и был членом той команды, которая совершила визит в Лондон и нанесла поражение клубу «Вест Хэм Юнайтед» (в матче Хесс забил третий гол своей команды). Эта же команда совершила турне по Северной Америке в 1927 и 1929 годах. В 1934 году Хесс эмигрировал в Подмандатную Палестину, став игроком тель-авивского «Маккаби» и затем продолжив в нём тренерскую карьеру.

### Тренерская карьера
В 1937 году Хесс стал тренером новообразованного клуба «Бейтар» в Тель-Авиве и занимал этот пост до 1947 года. В 1949 году он был назначен тренером сборной Израиля в отборочном турнире к чемпионату мира 1950 года. В первом матче под руководством Лайоша Хесса сборная Израиля победила команду Кипра, одержав первую победу в своей истории (ранее сборная Подмандатной Палестины побеждала команду Ливана в 1940 году) со счётом 3:1. Однако после двух поражений от Югославии в квалификации к чемпионату мира он ушёл в отставку.
| Номер | Дата             | Противник | Результат | Турнир                        |
| ----- | ---------------- | --------- | --------- | ----------------------------- |
| 1.    | 30 июля 1949     | Кипр      | 3:1       | Товарищеский матч             |
| 2.    | 21 августа 1949  | Югославия | 0:6       | Чемпионат мира (квалификация) |
| 3.    | 18 сентября 1949 | Югославия | 2:5       | Чемпионат мира (квалификация) |

В 1954 году Хесс вернулся в тель-авивский «Бейтар», который был на грани вылета в Лигу Бет. 3 июля 1956 года во время тренировки Хесс скончался.